# William Kaufman
William Elliot Kaufman (Filadelfia, 28 dicembre 1932) è un rabbino, teologo e educatore statunitense, ebreo conservatore e autore di numerosi libri di teologia ebraica del processo.

## Biografia
Kaufman si è laureato presso il Jewish Theological Seminary di New York nel 1964. Ha ricevuto il suo Ph.D. in filosofia dalla Università di Boston nel 1971. Ha inoltre ricevuto un dottorato honoris causa dal Seminario Teologico Ebraico nel 1990.
Dal 1964 al 1967 è stato Assistente Rabbino presso la Congregazione Kehillath Israel a Brookline (Massachusetts). Nel 1967 ha ufficiato come rabbino della Congregazione Bnai Israel a Woonsocket (Rhode Island), fino al 1980.  Dal 1980 al 1982 è stato rabbino presso la Congregazione Agudas Achim a San Antonio (Texas).  Nel 1982 è stato nominato Rabbino del Tempio Beth El a Fall River (Massachusetts), dove ha ufficiato fino al suo pensionamento nel novembre 2005, quando è  stato nominato Rabbino Emeritus del Tempio Beth El.

## Opere
Ha pubblicato articoli su Judaism (bollettino trimestrale), Conservative Judaism (bollettino trimestrale), The Reconstructionist (bollettino trimestrale) e The Jewish Spectator (giornale).
Uno dei suoi progetti è stato di creare una teologia del processo ebraica, con un approccio alla teologia ebraica attraverso la filosofia panenteistica di Alfred North Whitehead.